# دانشگاه پلی‌تکنیک باکو
دانشگاه پلی‌تکنیک باکو (به ترکی آذربایجانی: Bakı Politexnikumun) یک دانشگاه تاریخی منحل شده در پایتخت کنونی جمهوری آذربایجان، باکو که در سال ۱۸۸۷ میلادی به سال‌های حکومت شوروی سابق در این شهر تأسیس شده‌بود. این دانشگاه پس از حمله ارتش سرخ به جمهوری سوسیالیستی آذربایجان شوروی منحل و آکادمی دولتی نفت آذربایجان جایگزین دانشگاه پلی‌تکنیک باکو گردید.